# Jordan Peterson
Jordan Bernt Peterson (Edmonton, 12 juni 1962) is een Canadees klinisch psycholoog, schrijver, cultuurcriticus en emeritus hoogleraar in de psychologie aan de Universiteit van Toronto. Eind jaren 2010 verwierf hij internationaal grote bekendheid vanwege zijn conservatieve opvattingen over verschillende culturele en politieke kwesties.
Peterson behaalde een bachelordiploma in politicologie en psychologie aan de Universiteit van Alberta en een doctoraat in klinische psychologie aan de McGill University. De lezingen en debatten van Peterson, die voornamelijk via podcasts en YouTube zijn verspreid, werden geleidelijk aan miljoenen keren bekeken. In 2018 publiceerde hij zijn tweede boek, 12 regels voor het leven: Een remedie tegen chaos. Het werd een bestseller in verschillende landen.
Zijn ideeën zijn beïnvloed door Fjodor Dostojevski, Friedrich Nietzsche, Carl Gustav Jung en Aleksandr Solzjenitsyn.

## Studie en carrière
Peterson groeide op in Fairview in Alberta. Hij studeerde aan de Universiteit van Alberta en behaalde in 1982 een bachelor in politieke wetenschappen en in 1984 een graad in psychologie. In 1991 behaalde hij een Ph.D. in klinische psychologie aan de McGill-universiteit. Vervolgens werkte hij als assistent en docent aan de Harvard-universiteit. In 1998 werd hij hoogleraar aan de Universiteit van Toronto. In 2022 nam hij ontslag van de desbetreffende universiteit.

### Onderzoeksgebieden

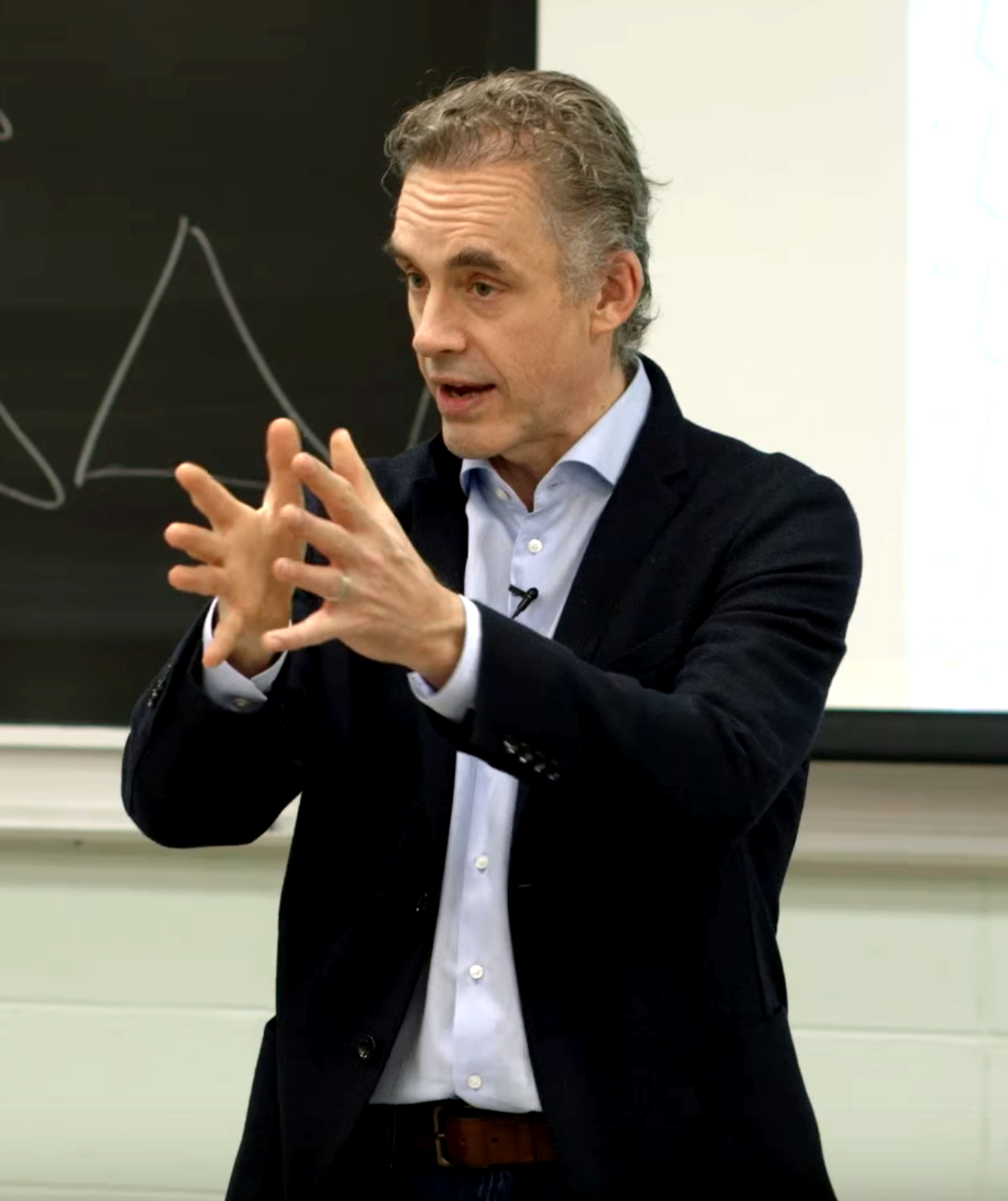
Peterson in een hoorcollege. (2017)

Aandachtsgebieden van Peterson zijn onder meer psychofarmacologie, neuropsychologie, klinische psychologie, persoonlijkheidspsychologie, sociale, industriële en organisatorische psychologie. Ook onderzoekt hij de psychologische achtergronden van religie, ideologie, politiek en creativiteit. Peterson is auteur of co-auteur van meer dan honderd academische artikelen. Hij had ruim twintig jaar een eigen klinische praktijk, maar legde die in 2017 neer. In plaats daarvan plaatst hij lezingen op YouTube en maakt hij podcasts.
In 1999 schreef hij het boek Maps of Meaning: The Architecture of Belief over systemen van geloof en mythe, hun rol in het reguleren van emotie en het scheppen van betekenis, maar ook in het leveren van motivatie voor genocide. Op basis van dit boek werd een 13-delige tv-serie gemaakt door TVOntario. Het boek wordt gezien als zijn belangrijkste werk; hij werkte er vijftien jaar aan. Zijn boek 12 Rules for Life: An Antidote to Chaos verscheen eind 2017. Dit kan worden gezien als een filosofisch zelfhulpboek. De belangrijkste stelling is dat het leven van mensen pas betekenis krijgt als zij het op orde weten te krijgen. Zij zouden zich niet moeten laten leiden door slachtofferschap en wrok, maar zich moeten wijden aan wat Peterson 'logos' noemt: discipline, doorzettingsvermogen en idealen.

### Plaats in het politieke spectrum
Peterson kreeg door zijn video's vanaf 2013 grote bekendheid en werd populair onder conservatieven. Hoewel Peterson door zijn oppositie tegen wat hij bestempelt als (neo)marxisme en postmodernisme ook bekendheid heeft gekregen in uitgesproken rechtse kanalen, beschouwt Peterson zichzelf politiek gezien voornamelijk als een klassieke Britse liberaal ('classic British liberal').

## Thema's en standpunten

### Politieke correctheid en autoritarisme
Aan de hand van een sociaal-psychologische studie naar de relatie tussen politieke overtuiging en persoonlijkheid concluderen Brophy en Peterson dat politieke correctheid uitdrukking van een grote 'gevoeligheid voor krenkingen' (offense sensitivity) is en twee vormen aanneemt, politiek correct egalitarisme en politiek correct autoritarisme. Tot de egalitaire stroming behoren bijvoorbeeld veel klassieke liberalen, terwijl de autoritaire stroming uit activisten bestaat die hun solidariteit met bepaalde sociale groepen als wapen inzetten om hun wil aan anderen op te leggen. De door Peterson begeleide studie toonde tevens aan dat aanhangers van politiek-correct autoritarisme en rechtse aanhangers van autoritarisme een aantal persoonlijkheidskenmerken gemeen hebben.
Sinds 2013 neemt Peterson zijn colleges op en plaatst hij deze op YouTube. Peterson uit in zijn colleges scherpe kritiek op de politieke correctheid rondom onderwerpen als postmodernisme, feminisme, 'wit privilege', transgender-rechten, 'culturele toe-eigening' en ecologisme. Hij spreekt zich verder uit tegen het postmodernisme, neomarxisme en identiteitspolitiek, met name als het gaat om de Canadese en Amerikaanse universiteiten, waar deze denkrichtingen en praktijken in sommige faculteiten veel aanhang hebben onder studenten en docenten. In zijn kritiek op het radicale feminisme en zijn sympathie voor de mannenrechtenbeweging staat hij dicht bij de Canadese hoogleraar Engelse Letterkunde Janice Fiamengo.

### Identiteitspolitiek en stammenstrijd
Peterson waarschuwt met enige regelmaat voor identiteitspolitiek en -retoriek (zoals gebruikt door zowel de linker- als rechtervleugel van het politieke spectrum) als een van de gevaarlijkste trends in de hedendaagse discussie. Het indelen van individuen op basis van groepskarakteristieken geeft volgens hem een vertekend beeld omdat er meer variatie bestaat binnen groepen dan tussen groepen. Identiteitspolitiek leidt volgens Peterson onvermijdelijk tot tribalisme (stammenstrijd), en waar groepen niet langer met elkaar in gesprek willen gaan, rest er enkel nog het gebruik van geweld.
Peterson noemt het ironisch dat wanneer men maar voldoende groepsidentiteiten aanneemt, men uiteindelijk weer uitkomt bij een uniek individu. Het is volgens Peterson daarom ook contraproductief voor de ontwikkeling van individuen (en daarmee de samenleving) wanneer men groepsidentiteit (en bijvoorbeeld de historische onderdrukking van een groep) gebruikt als alternatief voor het nemen van individuele verantwoordelijkheid voor persoonlijke en maatschappelijke problematiek.

### Genderwetgeving versus vrijheid van meningsuiting
In 2016 nam Canada de wet C-16 (An Act to amend the Canadian Human Rights Act and the Criminal Code) aan, die genderidentiteit en "genderexpressie" beschermt onder de Canadese mensenrechtenwet en het strafrecht. De wet maakt haatuitingen jegens transgenders strafbaar. Peterson uitte zich uiterst kritisch over deze wet en wees erop dat die mogelijk gevolgen zou hebben voor de vrijheid van meningsuiting. Hij stelde dat het in theorie strafbaar zou zijn als men weigert om een transgender aan te duiden met het voornaamwoord dat deze persoon wenst, wat behalve het gebruikelijke 'hem' of 'haar' ook een nieuwgevormd woord als "ze" of "zir" zou kunnen zijn.
Verder stelt Peterson dat werknemers of organisaties door deze wet praktisch strafbaar zijn als een werknemer iets zegt dat direct of indirect als beledigend ervaren kan worden, of dit nu bewust geuit is of onbewust. De academische wereld is verdeeld over deze interpretatie van de Wet C-16. In mei 2017 sprak Peterson tegenover een senaatscommissie zijn bezwaar uit tegen de wet. Hij was een van de 24 getuigen die waren uitgenodigd om over de wet te spreken, die in juni 2017 in werking trad.
Petersons veelbekeken Youtubevideo's over dit onderwerp leidden tot kritiek van transgenderactivisten, vakbonden en academici. Zij beschuldigden hem ervan bij te dragen aan een klimaat van haat. Een openbare discussie gericht tegen Petersons uitspraken op de universiteitscampus in Toronto (oktober 2016) werd een paar dagen later gevolgd door een openbare steunbetuiging waar ook Peterson zelf het woord voerde; tegenstanders probeerden hem het spreken onmogelijk te maken en lieten het brandalarm afgaan, sommige medestanders maakten zich schuldig aan handtastelijkheden. Ongeveer een jaar later eisten enkele honderden academici binnen en buiten de Universiteit van Toronto Petersons ontslag, waar zijn universiteit geen gehoor aan gaf.

## Politieke en academische affaires
Verschillende malen was Peterson het middelpunt van academische affaires waarbij een beroep werd gedaan op omstreden beleidsprincipes die in de Angelsaksische wereld als safe spaces ('veilige omgevingen') en no-platforming ('geen platform bieden') bekend staan, en waarbij ook het instrument van disinvitement (het onder druk intrekken van een uitnodiging) werd ingezet.

### Lindsay Shepherd
In november 2017 ontstond een affaire rondom Peterson die internationale aandacht kreeg. Lindsay Shepherd, een promovenda en assistent-docent aan de Canadese Wilfrid Laurier University, liet tijdens een les aan eerstejaars studenten een fragment zien uit een video met onder anderen Jordan Peterson tijdens een debat over genderneutrale voornaamwoorden. Korte tijd later werd zij ontboden voor een bespreking met twee hoogleraren en een vertegenwoordigster van het universitaire diversiteits- en gelijkheidsbureau. Zij zagen het tonen van het fragment met Peterson als "transfobisch" en bijdragend tot het scheppen van een "giftig klimaat" en vergeleken het met een toespraak van Hitler. Een en ander zou niet stroken met de wet C-16 en ze zou onder toezicht geplaatst worden. Shepherd had het gesprek echter opgenomen en bracht het naar de media, waarna de universiteit zware kritiek kreeg te verduren en formeel excuses aan Shepherd aanbood.

### Room for Discussion
Op 31 oktober 2018 vond bij Room for Discussion - het interviewplatform aan de Universiteit van Amsterdam - een openbaar gesprek plaats met Peterson. Aanleiding was het verschijnen van de Nederlandse vertaling van diens boek 'Twelve Rules for Life'. Van tevoren protesteerden ongeveer 80 medewerkers van de UvA en een aantal studentenorganisaties tegen zijn komst. Dit gebeurde in een open brief vol beschuldigingen. Peterson zou er een "politiek incorrecte" wereldbeschouwing op nahouden en deze niet vrij mogen verkondigen: "Als Peterson al een platform krijgt op onze universiteit, moet hij op zijn minst worden vergezeld door een deskundige gesprekspartner." De brief ontving een fel en gedetailleerd weerwoord op de website van Peterson. Het gesprek ging door zoals gepland.

### Cambridge Faculty of Divinity
Op 20 maart 2019 trok de Theologische Faculteit van de Universiteit van Cambridge een reeds met Peterson overeengekomen gastmedewerkerschap (Visiting Fellowship) in. Het besluit werd noch direct aan de betrokkene medegedeeld, noch met redenen omkleed. Een paar dagen later verwees de rector van de universiteit ter rechtvaardiging naar een foto waarop Peterson naast een bezoeker van een van zijn lezingen staat; op het T-shirt van de bezoeker is de leus “I am a proud Islamaphobe” te lezen, gevolgd door een reeks bezwaren tegen de Islam. Dat was de gezochte aanleiding om Peterson 'medeschuldig door erbij te staan' te verklaren en te betichten van een 'niet-inclusieve' denkwijze.

## YouTube
Petersons YouTubekanaal heeft in februari 2025 8.6 miljoen abonnees en zijn video's daarop, los van de andere kanalen, zijn ruim 938 miljoen keer bekeken. Peterson verscheen als gast ook in andere Youtubeshows van onder andere Joe Rogan, Steven Crowder, Ethan Klein, Dave Rubin en Dr. Oz. Hij financiert de productie van zijn video's via crowdfunding (voorheen de website Patreon). In deze video's bespreekt hij vele psychologische onderwerpen die voornamelijk zelfhulp als doel hebben.

## Persoonlijk
- Peterson is getrouwd en heeft een zoon en een dochter. In augustus 2017 werd hij grootvader.
- Peterson is diverse keren in Nederland geweest, o.a. omdat hij verbonden was aan de Erasmus Universiteit Rotterdam.
- Peterson is niet eenduidig over de vraag of hij zich 'christen' noemt en of hij in God gelooft. In zijn academische werk gebruikt hij God vooral als archetype.
- Peterson heeft met ernstige depressies te kampen gehad. Door het slikken van benzodiazepinen ontwikkelde zich een fysieke verslaving die bijna niet te doorbreken was en in de eerste helft van 2020 tot ziekenhuisopnames en tal van behandelingen leidde, in de VS, in Rusland en in Servië.[22]